# Eutritzscher Freiladebahnhof
Eutritzscher Freiladebahnhof (verwaltungsintern: Bebauungsplan Nr. 416) ist der Name eines Leipziger Stadtentwicklungsprojekts. Auf 25 Hektar Fläche soll ein neuer Stadtteil entstehen.

## Geschichte
Die Freiladegleise und Anschlüsse des ehemaligen Preußischen Freiladebahnhofs im Stadtbezirk Mitte, Ortsteil Zentrum-Nord waren Teil des Bahnhofes Leipzig MTh (Magdeburg-Thüringer Bahnhof). Auf Plänen des Bahnhofs der Plankammer der Reichsbahndirektion Halle aus dem Jahr 1969 findet sich die Bezeichnung Leipzig-Eutritzsch Freiladebahnhof. Der Bahnhof verfügte über 12 Ladestraßen und zahlreiche Anschlussgleise zu Lagerplätzen und -schuppen ansässiger Firmen.

Der ehemalige Freiladebahnhof wurde auf einem Gelände angelegt, das vom alten Thüringer Güterbahnhof, der Eutritzscher und Delitzscher Straße sowie einer damals neuen Verbindungsstraße neben der städtischen Gasanstalt I, der Roscherstraße, begrenzt wurde. Neben dieser neuen Verbindungsstraße lag ein 35 m breiter Geländestreifen für Lagerplätze ohne Gleisanschluss, in nördlicher Richtung schlossen sich die Lagerplätze mit Gleisanschluss an. Die 12 Ladestraßen für den öffentlichen Freiladeverkehr verfügten über eine Gesamtladegleislänge von 4660 m. Sie waren 16 m breit bei einer Gleisentfernung von 19 m. Ein besonderes Abfertigungsgebäude lag in der Südwestecke des Freiladebahnhofs zwischen den Ladestraßen X und XI. In der Nordostecke lag der 220 m lange Güterschuppen nebst Abfertigung des früheren Eutritzscher Bahnhofs, der weiterhin dem Stückgutverkehr dieses Stadtteils diente.

Situation während des Eisenbahnbetriebs
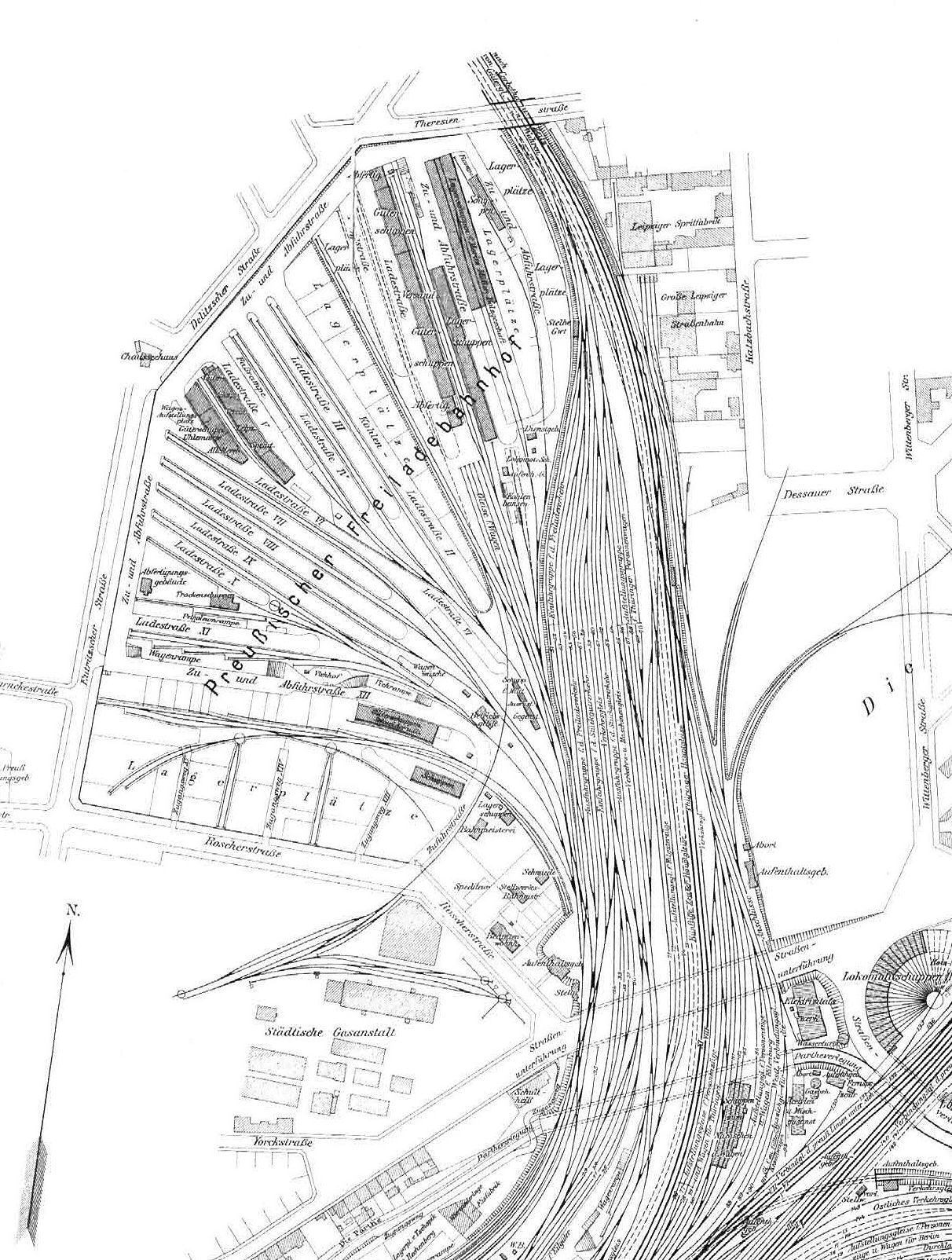
Lage des Preußischen Freiladebahnhofs, 1909
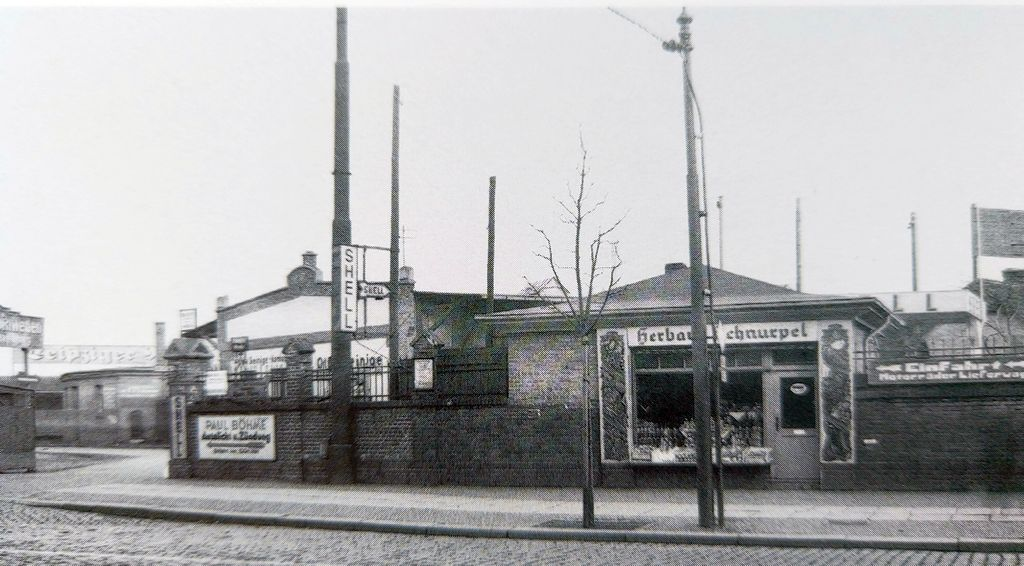
Einfahrt zum Preußischen Freiladebahnhof, Delitzscher Straße, 1937
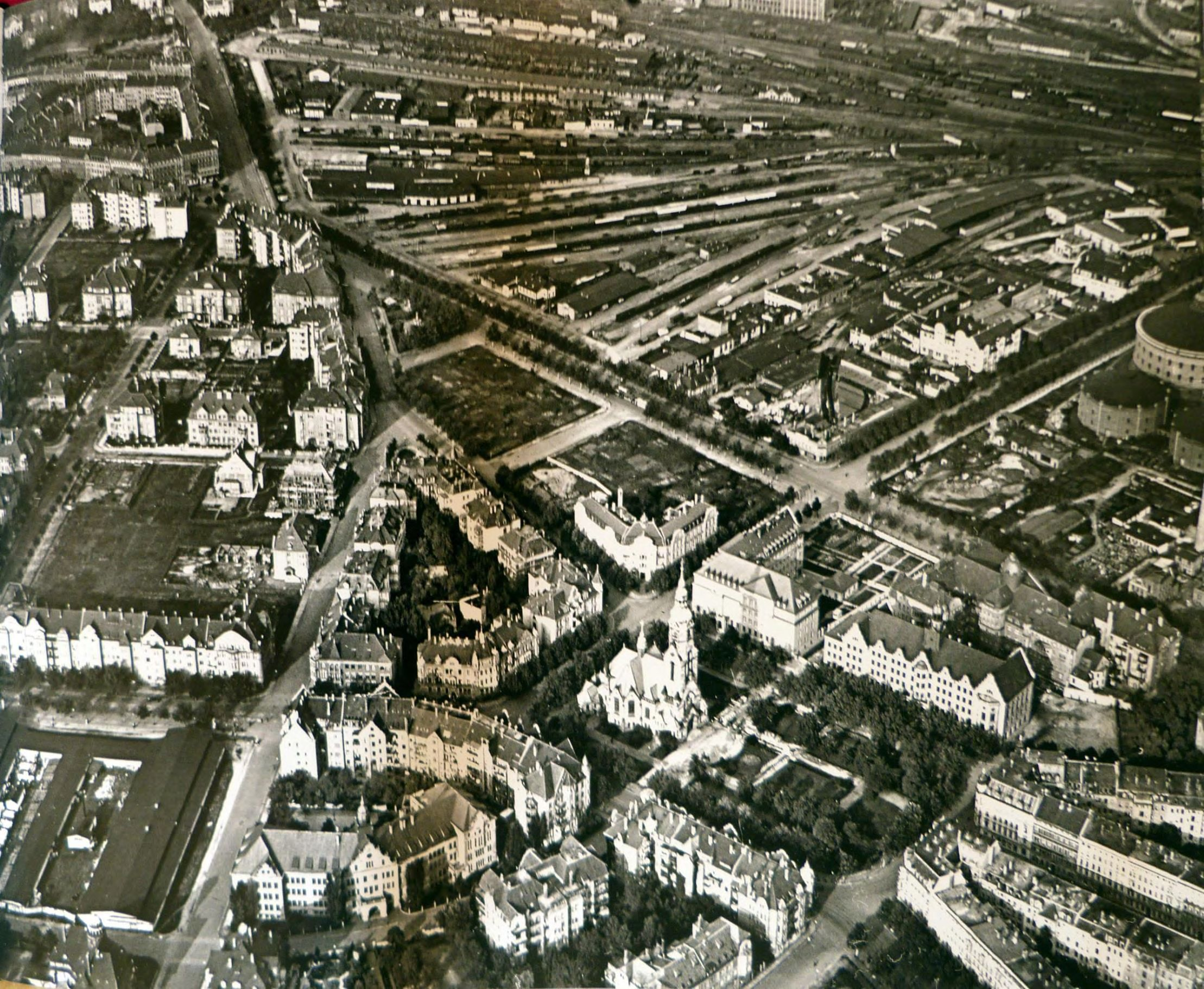
Luftbild der Eutritzscher Straße mit Preußischem Freiladebahnhof, Güterbahnhof MTh und Gasanstalt, 1924

## Nachnutzung des Geländes als Wohnungsbauprojekt
Auf dem Gelände sollen 2000 Wohnungen für 3300 Personen entstehen, dazu ein zentraler Park, drei Hochhäuser, Parkplätze, Gewerbe, Gastronomie, Läden, zwei Schulen sowie zwei Kindergärten für 330 Kinder. Das Areal wird begrenzt durch die Bahnstrecke Leipzig-Wahren–Leipzig Hbf, die Roscherstraße, die Eutritzscher Straße und die Delitzscher Straße.
Die Berliner CG Gruppe veranstaltete einen Wettbewerb, deren Ergebnisse im September 2017 ausgestellt wurden. Der Mietwohnungsanteil ist auf siebzig Prozent festgelegt. Dreißig Prozent der Wohnungen sollen mietpreisgebunden sein. Die Fläche des Areals beträgt 25 Hektar. Architekt ist das Octagon Architekturkollektiv aus Leipzig, die Landschaftsarchitektur wird vom Atelier Loidl aus Berlin gestaltet. Es handelt sich um das derzeit größte Wohnungsbauvorhaben der Stadt. Rund eine Milliarde Euro soll investiert werden.
2019 hat die Immobiliengesellschaft Imfarr Beteiligungs GmbH mit Sitz in Wien den Eutritzscher Freiladebahnhof von der CG-Gruppe erworben. Die Grundstücke sind in Besitz der „Projektgesellschaft 416“, welche Imfarr gehört. Über die Virtus Sechsundzwanzig Beteiligungs GmbH – Sitz ebenfalls in Wien – können sich Partner in das Großprojekt einbringen. Inzwischen hat der Stuttgarter Immobilienunternehmer Norbert Ketterer über seine in Zürich ansässige Firma SN Beteiligungen Holding fünfzig Prozent der Finanzierungsgesellschaft erworben. Zur Ketterer-Gruppe gehören Unternehmen, die „führend im Wohnungsbau und vor allem im Holzbau sind.“ Am 23. Juli 2024 wurde über das Vermögen des Imfarr ein Sanierungsverfahren ohne Eigenverwaltung am Handelsgericht Wien eröffnet.
Es ist geplant, das Neubaugebiet als Schwammstadt auszuführen. Hierbei wird u. a. Regenwasser nicht in die Kanalisation geleitet, sondern gespeichert. Das NBG soll eines von zwölf Modellprojekten werden, das das Bundesministerium für Bildung und Forschung fördern will.
Das Vorhaben führte zu lokaler Kritik, da in Folge des Projektes zwei Clubs, der „TV-Club“ und das „So&So“ weichen müssen, was einen weiteren Einschnitt in der Leipziger Clubkultur zur Folge hat.

Situation um 2020
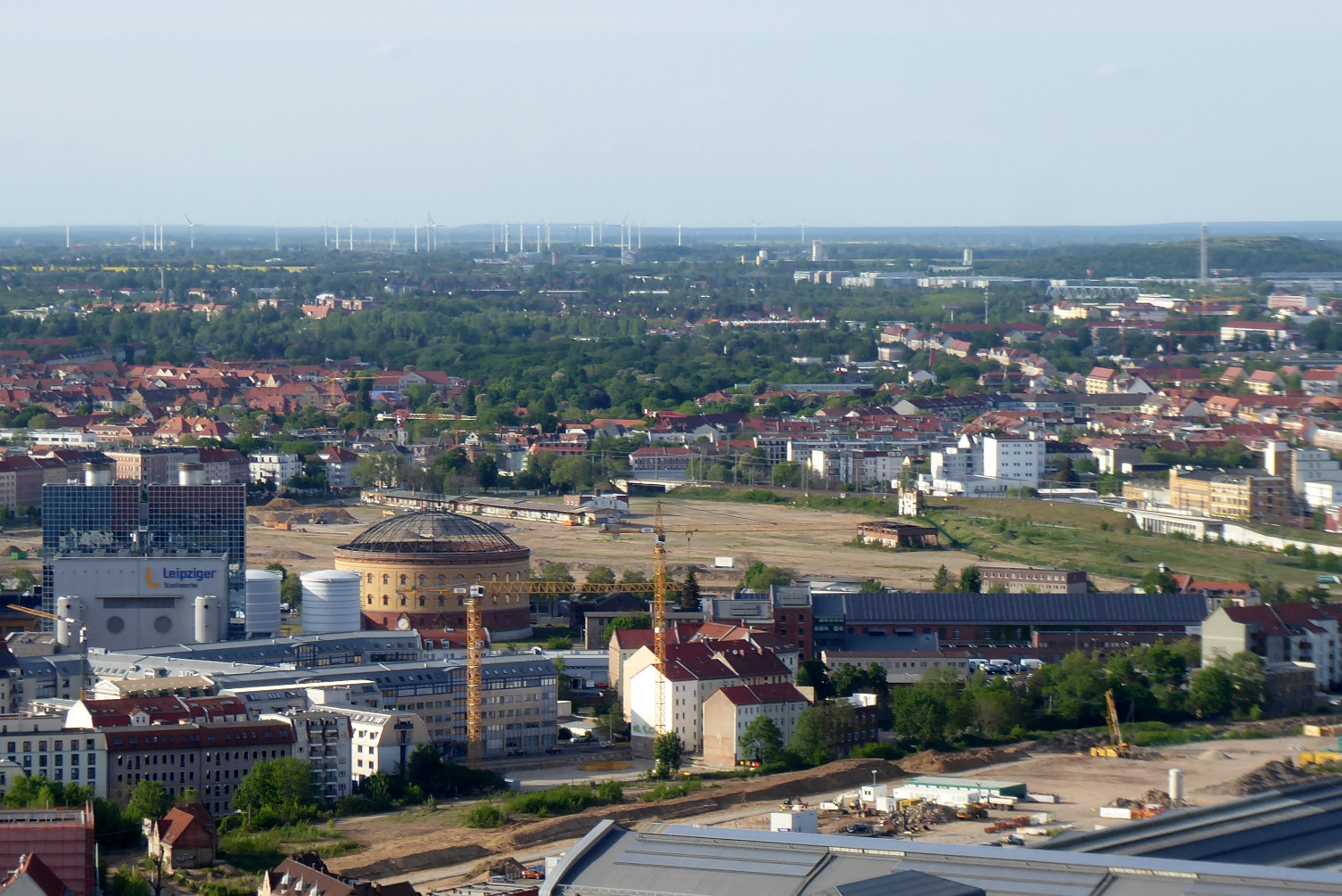
Eutritzscher Freiladebahnhof (Luftaufnahme, Bildmitte)
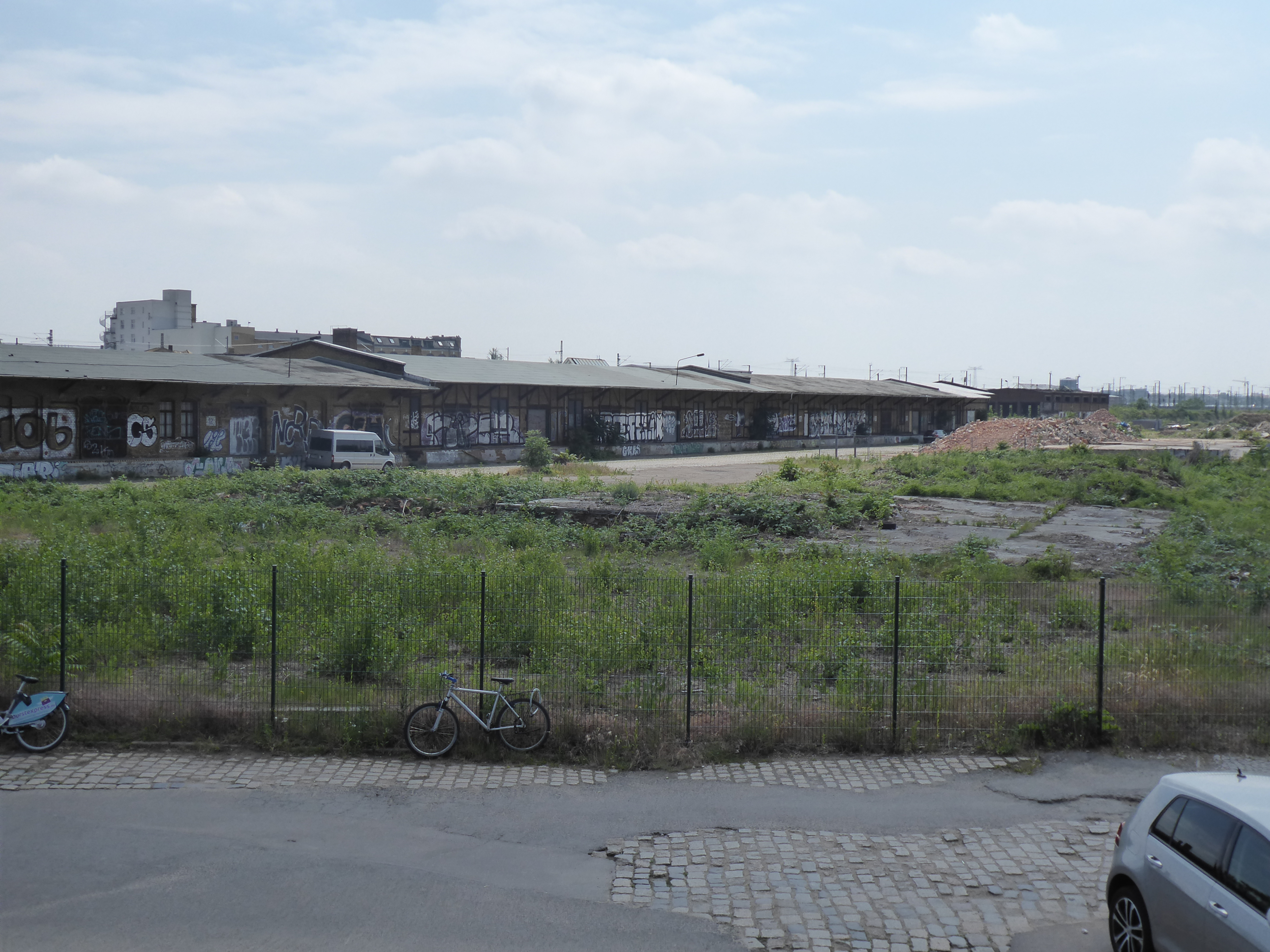
Der letzte Güterschuppen (2019)
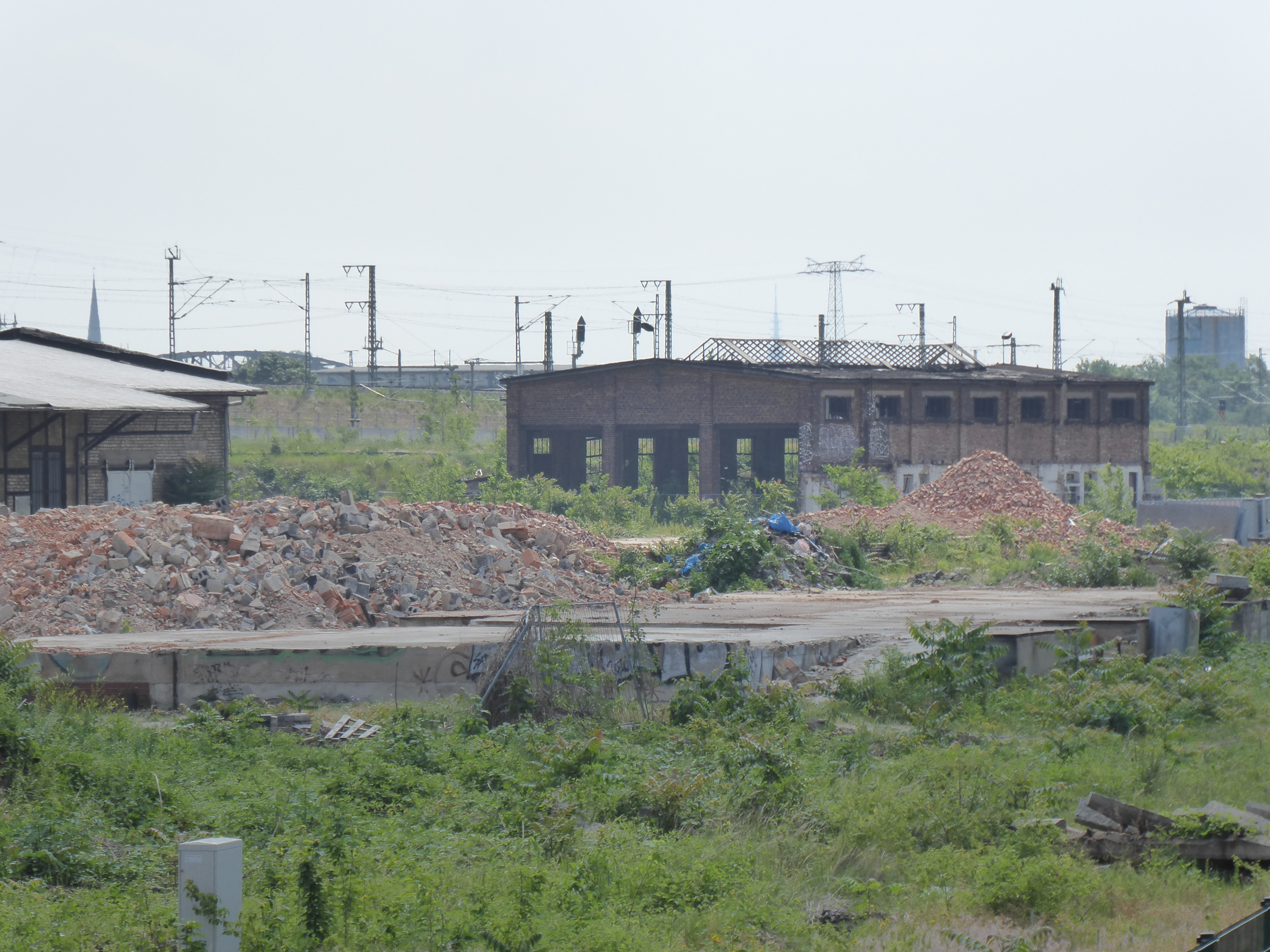
Reste der Bahnhofsanlagen (2019)
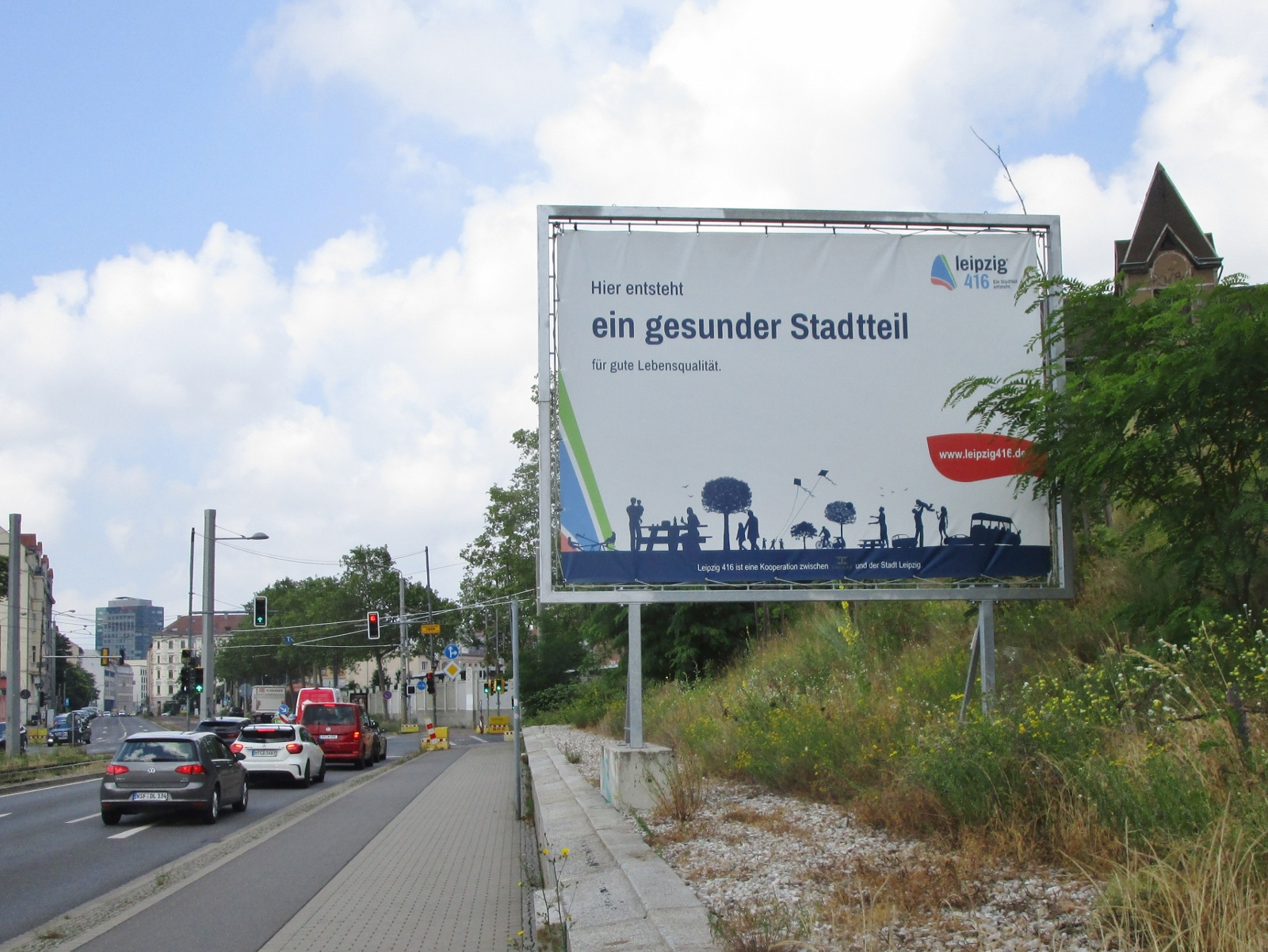
Schild an Berliner Straße (2021)